# 阿莫斯·肯德尔
阿莫斯·肯德尔（Amos Kendall，1789年8月16日—1869年11月12日），美国政治家，曾任美国邮政部长（1835年－1840年）。
| 前任： 威廉·T·巴里 | 美国邮政部长 1835年－1840年 | 繼任： 约翰·米尔顿·奈尔斯 |